# Dallas Cowboys 2010
La stagione 2010 dei Dallas Cowboys è stata la 51ª della franchigia nella National Football League e la seconda giocata al Cowboys Stadium. La squadra era considerata una delle favorite per raggiungere il Super Bowl XLV che si sarebbe tenuto proprio al Cowboys Stadium ma iniziò con un record di 1-7, portando al licenziamento dell'allenatore Wade Phillips.

## Scelte nel Draft 2010
| 1 | 24 | 24  | Dez Bryant                         | WR                                 | Oklahoma State                     |                                    |                                    |                                    |                                    |
| 1 | 27 | 27  | Scambiata coi New England Patriots | Scambiata coi New England Patriots | Scambiata coi New England Patriots | Scambiata coi New England Patriots | Scambiata coi New England Patriots | Scambiata coi New England Patriots | Scambiata coi New England Patriots |
| 2 | 23 | 55  | Sean Lee                           | ILB                                | Penn State                         |                                    |                                    |                                    |                                    |
| 2 | 27 | 59  | Scambiata coi Philadelphia Eagles  | Scambiata coi Philadelphia Eagles  | Scambiata coi Philadelphia Eagles  | Scambiata coi Philadelphia Eagles  | Scambiata coi Philadelphia Eagles  | Scambiata coi Philadelphia Eagles  | Scambiata coi Philadelphia Eagles  |
| 3 | 26 | 90  | Scambiata coi New England Patriots | Scambiata coi New England Patriots | Scambiata coi New England Patriots | Scambiata coi New England Patriots | Scambiata coi New England Patriots | Scambiata coi New England Patriots | Scambiata coi New England Patriots |
| 4 | 21 | 119 | Akwasi Owusu-Ansah                 | FS                                 | Indiana (PA)                       |                                    |                                    |                                    |                                    |
| 4 | 27 | 125 | Scambiata coi Philadelphia Eagles  | Scambiata coi Philadelphia Eagles  | Scambiata coi Philadelphia Eagles  | Scambiata coi Philadelphia Eagles  | Scambiata coi Philadelphia Eagles  | Scambiata coi Philadelphia Eagles  | Scambiata coi Philadelphia Eagles  |
| 5 | 27 | 158 | Scambiata coi Denver Broncos       | Scambiata coi Denver Broncos       | Scambiata coi Denver Broncos       | Scambiata coi Denver Broncos       | Scambiata coi Denver Broncos       | Scambiata coi Denver Broncos       | Scambiata coi Denver Broncos       |
| 6 | 10 | 179 | Sam Young                          | OT                                 | Notre Dame                         |                                    |                                    |                                    |                                    |
| 6 | 27 | 196 | Jamar Wall                         | CB                                 | Texas Tech                         |                                    |                                    |                                    |                                    |
| 7 | 27 | 234 | Sean Lissemore                     | NT/DE                              | William & Mary                     |                                    |                                    |                                    |                                    |

## Calendario

### Stagione regolare
| Turno                                                    | Data               | Ora                | Avversario             | Risultato          | Risultato          | Stadio                        | TV                 | NFL.com recap      |                    |
| Turno                                                    | Data               | Ora                | Avversario             | Punteggio          | Record             | Stadio                        | TV                 | NFL.com recap      |                    |
| -------------------------------------------------------- | ------------------ | ------------------ | ---------------------- | ------------------ | ------------------ | ----------------------------- | ------------------ | ------------------ | ------------------ |
| 1                                                        | 12/9               | 7:20 PM CDT        | at Washington Redskins | S 7–13             | 0–1                | FedExField                    | NBC                | Recap              |                    |
| 2                                                        | 19/9               | 12:00 PM CDT       | Chicago Bears          | S 20–27            | 0–2                | Cowboys Stadium               | Fox                | Recap              |                    |
| 3                                                        | 26/9               | 12:00 PM CDT       | at Houston Texans      | V 27–13            | 1–2                | Reliant Stadium               | Fox                | Recap              |                    |
| 4                                                        | Settimana di pausa | Settimana di pausa | Settimana di pausa     | Settimana di pausa | Settimana di pausa | Settimana di pausa            | Settimana di pausa | Settimana di pausa | Settimana di pausa |
| 5                                                        | 10/10              | 3:15 PM CDT        | Tennessee Titans       | S 27–34            | 1–3                | Cowboys Stadium               | CBS                | Recap              |                    |
| 6                                                        | 17/10              | 3:15 PM CDT        | at Minnesota Vikings   | S 21–24            | 1–4                | Mall of America Field         | Fox                | Recap              |                    |
| 7                                                        | 25/10 (Lunedì)     | 7:30 PM CDT        | New York Giants        | S 35–41            | 1–5                | Cowboys Stadium               | ESPN               | Recap              |                    |
| 8                                                        | 31/10              | 12:00 PM CDT       | Jacksonville Jaguars   | S 17–35            | 1–6                | Cowboys Stadium               | CBS                | Recap              |                    |
| 9                                                        | 7/11               | 7:20 PM CST        | at Green Bay Packers   | S 7–45             | 1–7                | Lambeau Field                 | NBC                | Recap              |                    |
| 10                                                       | 14/11              | 3:15 PM CST        | at New York Giants     | V 33–20            | 2–7                | New Meadowlands Stadium       | Fox                | Recap              |                    |
| 11                                                       | 21/11              | 12:00 PM CST       | Detroit Lions          | V 35–19            | 3–7                | Cowboys Stadium               | Fox                | Recap              |                    |
| 12                                                       | 25/11 (Giovedì)    | 3:15 PM CST        | New Orleans Saints     | S 27–30            | 3–8                | Cowboys Stadium               | Fox                | Recap              |                    |
| 13                                                       | 5/12               | 3:15 PM CST        | at Indianapolis Colts  | V 38–35 (DTS)      | 4–8                | Lucas Oil Stadium             | Fox                | Recap              |                    |
| 14                                                       | 12/12              | 7:20 PM CST        | Philadelphia Eagles    | S 27–30            | 4–9                | Cowboys Stadium               | NBC                | Recap              |                    |
| 15                                                       | 19/12              | 12:00 PM CST       | Washington Redskins    | V 33–30            | 5–9                | Cowboys Stadium               | Fox                | Recap              |                    |
| 16                                                       | 25/12 (Sabato)     | 6:30 PM CST        | at Arizona Cardinals   | S 26–27            | 5–10               | University of Phoenix Stadium | NFLN               | Recap              |                    |
| 17                                                       | 2/1                | 3:15 PM CST        | at Philadelphia Eagles | V 14–13            | 6–10               | Lincoln Financial Field       | Fox                | Recap              |                    |
| NOTA: Le gare della propria divisione sono in grassetto. |                    |                    |                        |                    |                    |                               |                    |                    |                    |